# موکدورو
موکدورو، یکی از مقامات امپراتوری گوگوریو است.

## حرفه
او رتبه پِژا (هانجا: 沛者) را داشت و در سال ۱۲۳ میلادی به مقام زوئوبائو منصوب شد. با این حال، زمانی که متوجه شد شاهزاده سو سونگ ،سعی در غصب تاج و تخت را دارد، در سال ۱۳۲ میلادی با بهانه بیماری سعی در استعفا از منصبت خود کرد. پس از آن، زمانی که سو سونگ تاج و تخت را غصب کرد و یک رعیت را کشت، در سال ۱۴۷ میلادی با بهانه بیماری بازنشسته گشت.الگو:위키데이터 속성 추적